# Формула Брамагупте
У геометрији, формула Брамагупте даје површину било ког четвороугла ако су му познате све странице и неки углови. У свом најпознатијем облику користи се за одређивање површине четвороугла који се може уписати у круг.

## Основни облик
У свом основном облику, који је налакши за памћење, формула Брамгупте даје површину тетивног четвороугла са страницама a, b, c, d у облику
{\displaystyle P={\sqrt {(s-a)(s-b)(s-c)(s-d)}}}
где је s, полуобим четвороугла, одређен са
{\displaystyle s={\frac {a+b+c+d}{2}}.}
Површина тетивног четвороугла је највећа могућа површина коју може да има четвороугао са све четири задате странице.

## Доказ формуле
Површина четвороугла {\displaystyle ABCD} може се израчунати као збир површина {\displaystyle \triangle ADB} и {\displaystyle \triangle BDC}
{\displaystyle P={\frac {1}{2}}ad\sin \alpha +{\frac {1}{2}}bc\sin \gamma .}
Како је {\displaystyle ABCD} тетивни четвороугао, {\displaystyle \angle DAB=180^{\circ }-\angle DCB}, па је {\displaystyle \sin \alpha =\sin \gamma }. Одатле је
{\displaystyle P={\frac {1}{2}}ad\sin \alpha +{\frac {1}{2}}bc\sin \alpha }
{\displaystyle P^{2}={\frac {1}{4}}\sin ^{2}\alpha (ad+bc)^{2}}
{\displaystyle 4P^{2}=(1-\cos ^{2}\alpha )(ad+bc)^{2}\,}
{\displaystyle 4P^{2}=(ad+bc)^{2}-cos^{2}\alpha (ad+bc)^{2}.\,}
Ако се примени косинусна теорема на {\displaystyle \triangle ADB} и {\displaystyle \triangle BDC} и помоћу ње се изрази дијагонала {\displaystyle DB,}, добија се
{\displaystyle a^{2}+d^{2}-2ad\cos \alpha =b^{2}+c^{2}-2bc\cos \gamma .\,}
Пошто су углови {\displaystyle \alpha } и {\displaystyle \gamma } суплементни, важи {\displaystyle \cos \gamma =-\cos \alpha } па ће бити
{\displaystyle 2\cos \alpha (ad+bc)=a^{2}+d^{2}-b^{2}-c^{2}.\,}
Када се добијена једнакост уврсти у израз за површину, биће
{\displaystyle 4P^{2}=(ad+bc)^{2}-{\frac {1}{4}}(a^{2}+d^{2}-b^{2}-c^{2})^{2}}
{\displaystyle 16P^{2}=4(ad+bc)^{2}-(a^{2}+d^{2}-b^{2}-c^{2})^{2},\,}
Уколико се израз растави коришћењем формуле за разлику квадрата:
{\displaystyle 16P^{2}=(2(ad+bc)+a^{2}+d^{2}-b^{2}-c^{2})(2(ad+bc)-a^{2}-d^{2}+b^{2}+c^{2})\,}
{\displaystyle =((a+d)^{2}-(b-c)^{2})((b+c)^{2}-(a-d)^{2})\,}
{\displaystyle =(a+d+b-c)(a+d+c-b)(a+b+c-d)(d+b+c-a).\,}
Ако се полуобим означи са {\displaystyle s={\frac {a+b+c+d}{2}},} и то се уврсти у претходни корак:
{\displaystyle 16P^{2}=16(s-a)(s-d)(s-b)(s-c).\,}
Коначна формула се добија кореновањем последње једнакости:
{\displaystyle P={\sqrt {(s-a)(s-d)(s-b)(s-c)}}.}

## Уопштење формуле
У случају да четвороугао није тетиван, формула Брамагупте се може уопштити узимањем у обзир величина два наспрамна угла четвороугла:
{\displaystyle P={\sqrt {(s-a)(s-b)(s-c)(s-d)-abcd\cos ^{2}\theta }}}
где је угао θ једнак половини њиховог збира. Овде није важно која два угла ће се бити изабрана, јер је полузбир величина друга два угла у четвороуглу допуна угла θ до опруженог угла. Како је cos(180° − θ) = −cosθ, биће cos²(180° − θ) = cos²θ.
Овај облик се понекад назива Бретшнајдерова формула, али постоје извори према којима је овај облик формуле дао Кулиџ, док је Бретшнајдерова формула била
{\displaystyle P={\sqrt {(s-a)(s-b)(s-c)(s-d)-\textstyle {1 \over 4}(ac+bd+pq)(ac+bd-pq)}}\,}
где су p и q дужине дијагонала четвороугла.
Како је особина тетивног четвороугла да збир наспрамних углова има 180°, угао θ у горњој формули ће имати 90°, па је други елемент под кореном једнак
{\displaystyle abcd\cos ^{2}\theta =abcd\cos ^{2}90^{\circ }=abcd\cdot 0=0,\,}
одакле следи основни облик Брамагуптине формуле.

## Сродне формуле
Херонова формула за површину троугла је специјалан случај формуле Брамагупте који се добија ако се узме да је d = 0.
Однос између основне формуле Брамгупте и њеног уопштења је сличан ономе између Питагорине теореме и косинусне теореме.